# Jonesport
Jonesport és una població dels Estats Units a l'estat de Maine (EUA). Segons el cens del 2000 tenia 1.408 habitants.

## Demografia
Segons el cens del 2000, Jonesport tenia 1.408 habitants, 597 habitatges, i 397 famílies. La densitat de població era de 19,1 habitants/km².
Dels 597 habitatges en un 27% hi vivien nens de menys de 18 anys, en un 54,3% hi vivien parelles casades, en un 8,4% dones solteres, i en un 33,5% no eren unitats familiars. En el 29% dels habitatges hi vivien persones soles el 17,4% de les quals corresponia a persones de 65 anys o més que vivien soles. El nombre mitjà de persones vivint en cada habitatge era de 2,3 i el nombre mitjà de persones que vivien en cada família era de 2,79.
Per edats la població es repartia de la següent manera: un 21% tenia menys de 18 anys, un 8,8% entre 18 i 24, un 23,7% entre 25 i 44, un 23,9% de 45 a 60 i un 22,7% 65 anys o més.
L'edat mediana era de 43 anys. Per cada 100 dones de 18 o més anys hi havia 89,3 homes.
La renda mediana per habitatge era de 23.224 $ i la renda mediana per família de 30.474 $. Els homes tenien una renda mediana de 22.917 $ mentre que les dones 15.917 $. La renda per capita de la població era de 14.135 $. Entorn del 14,7% de les famílies i el 19,8% de la població estaven per davall del llindar de pobresa.